# Batalha de Corbião
A Batalha de Corbião (em latim: Corbio) foi uma batalha travada em 446 a.C. entre a República Romana e os povos itálicos dos équos e volscos, vizinhos de Roma ao nordeste e sul respectivamente. O cônsul Tito Quíncio Capitolino Barbato foi o comandante geral, ajudado por Agripa Fúrio Fuso e Espúrio Postúmio Albo Regilense, e liderou suas tropas a uma vitória. Os romanos já haviam derrotado os équos na Batalha do Monte Álgido e esta vitória marcou a sua submissão definitiva.

## Contexto histórico
Depois dos revezes militares sofridos pelos decênviros, provocados principalmente pela má coordenação das operações e a problemas de autoridade e disciplina no exército, Roma deu início a uma série de campanhas vitoriosas depois do re-estabelecimento do consulado. A eleições dos novos cônsules e tribunos permitiu a aplicação de novas políticas que dificultavam o simples apego ao poder a qualquer preço. Paradoxalmente, équos e volscos não aproveitaram o período de desordens civis que desestabilizou Roma e só retomaram suas ofensivas depois que os romanos já estavam preparados e eram liderados por generais competentes.

## Ofensiva dos équos e volscos
Segundo Lívio, os líderes das tribos équas e volscas decidiram romper a paz com Roma para saquearem livremente o território romano. É mais provável, porém, que estivessem simplesmente aproveitando um momento no qual os romanos estavam divididos para atacar impunemente um estado que já crescia perigosamente e ameaçava a independência dos povos vizinhos.
As tribos reuniram suas tropas e invadiram o território latino, saqueando tudo pelo caminho. Paralisados por conflitos internos, os romanos não intervieram e o exército conjunto se aproximou de Roma, perto da Porta Esquilina, sem encontrar resistência e acamparam perto de Corbião, nas proximidades de Túsculo.

## Intervenção de Tito Quíncio Capitolino
Em 446 a.C., Tito Quíncio Capitolino Barbato, cônsul pela quarta vez, decidiu assumir o comando. Segundo a tradição, ele conseguiu convencer o povo da necessidade de uma ação militar com um grande discurso, no qual criticou as divisões internas entre os romanos e a segunda secessão da plebe, ressaltando especialmente os prejuízos econômicos decorrentes da liberdade de ação do inimigo em território aliado. Todas as classes e ordens do povo romano responderam ao chamado do cônsul e um alistamento foi realizado sem dificuldade.
O segundo cônsul, Agripa Fúrio Fuso, reconhecendo a competência militar de seu colega, deixa com ele o comando das operações. O exército marchou para Corbião poucos dias depois e acampou perto do inimigo. A batalha começou no dia seguinte: atacados em duas frentes, équos e volscos são postos rapidamente em fuga e os romanos tomam seu acampamento, recuperando todo o espólio amealhado por eles nos meses anteriores. Neste combate, cada cônsul comandou uma das alas do exército, e os consulares Espúrio Postúmio Albo Regilense e Sérvio Sulpício Camerino Cornuto, atuando como legados, comandaram o centro e a cavalaria respectivamente.
Os cônsules vitoriosos voltaram para Roma, mas nenhum triunfo foi celebrado, mas não há detalhes do motivo, se por não ter sido solicitado ou por ter sido rejeitado o pedido pelo Senado Romano.